# 达鲁尔·阿曼宫

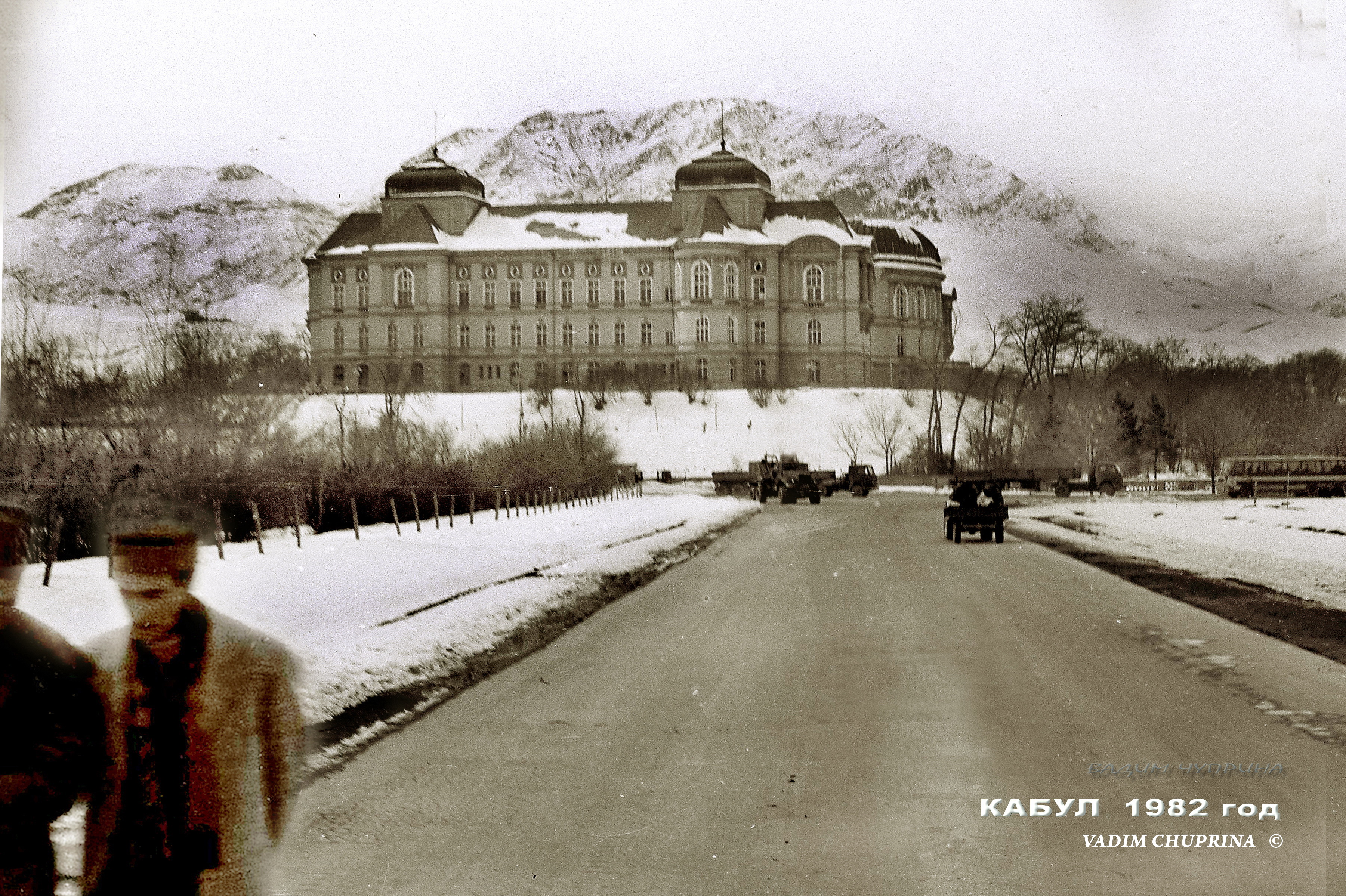
1982年的宫殿，尚未完全被破坏

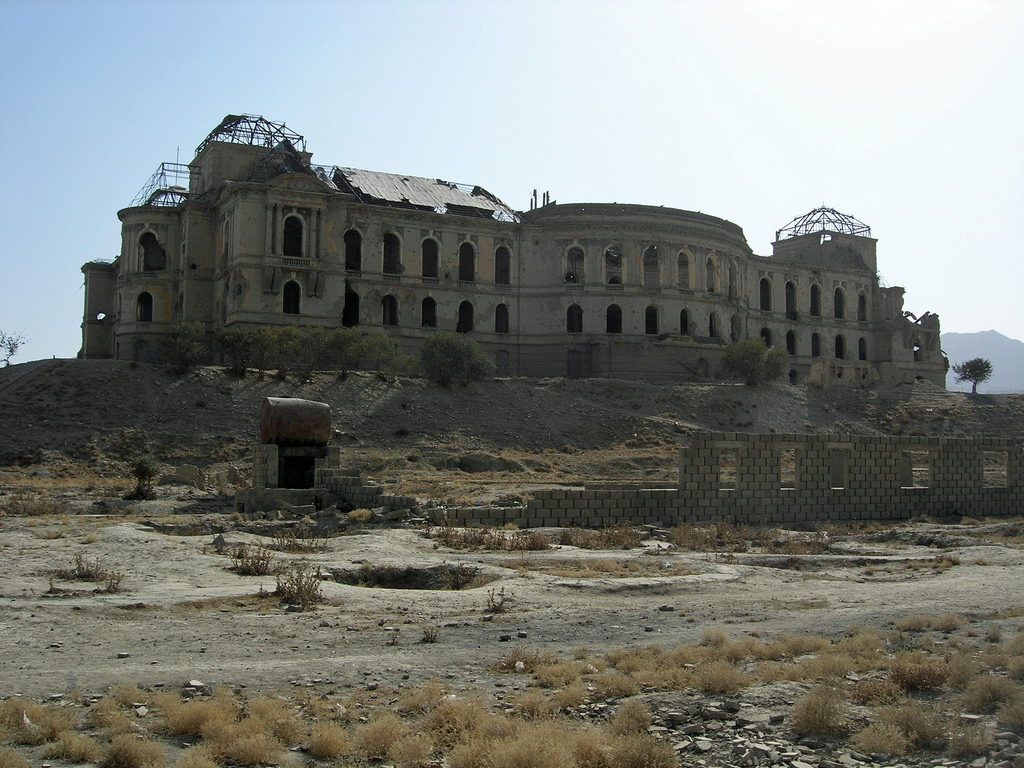
2000年代已经成为废墟的达鲁尔·阿曼宫

达鲁尔·阿曼宫（普什圖語：‎，達利語：‎），也译达鲁拉曼宫，是一座欧洲式样风格的宫殿，曾经被战火焚毁，它距离阿富汗首都喀布尔16公里（10英里）。

## 沿革
1920年代早期，达鲁尔·阿曼宫建立，建立者是当时的君主阿曼諾拉汗，并且打算修建一条连通喀布尔的铁路。宫殿是一座重要的新古典主义建筑，它坐落在平平的山顶，位于阿富汗首都的西部。宗教保守派阻扰阿富汗的改革，该地被闲置多年。
1969年，一场大火焚毁了达鲁尔·阿曼宫。1970年代和1980年代，阿富汗共和国国防部又重新翻修。1978年，拥护共产主义的政党阿富汗人民民主黨发起政变，宫殿又遭到了大火的焚烧。苏联入侵阿富汗之后，坦克的重炮将宫殿彻底捣毁。1990年代初期，阿富汗圣战者又纵火焚烧该宫殿。2005年，阿富汗伊斯兰共和国政府计划重新翻修该宫殿，将来作为国民议会的地址，资金来自外国人和阿富汗富人的捐助。2010年7月，没有迹象显示该宫殿被整修。2012年4月15日，塔利班声称将炸毁该宫殿。2016年至2020年间，这座宫殿进行了翻修，大部分工作是在2019年8月19日阿富汗独立100周年之际完成的，整修完成後完全恢复了昔日的辉煌。该宫殿目前向公众和所有游客开放。

## 图册

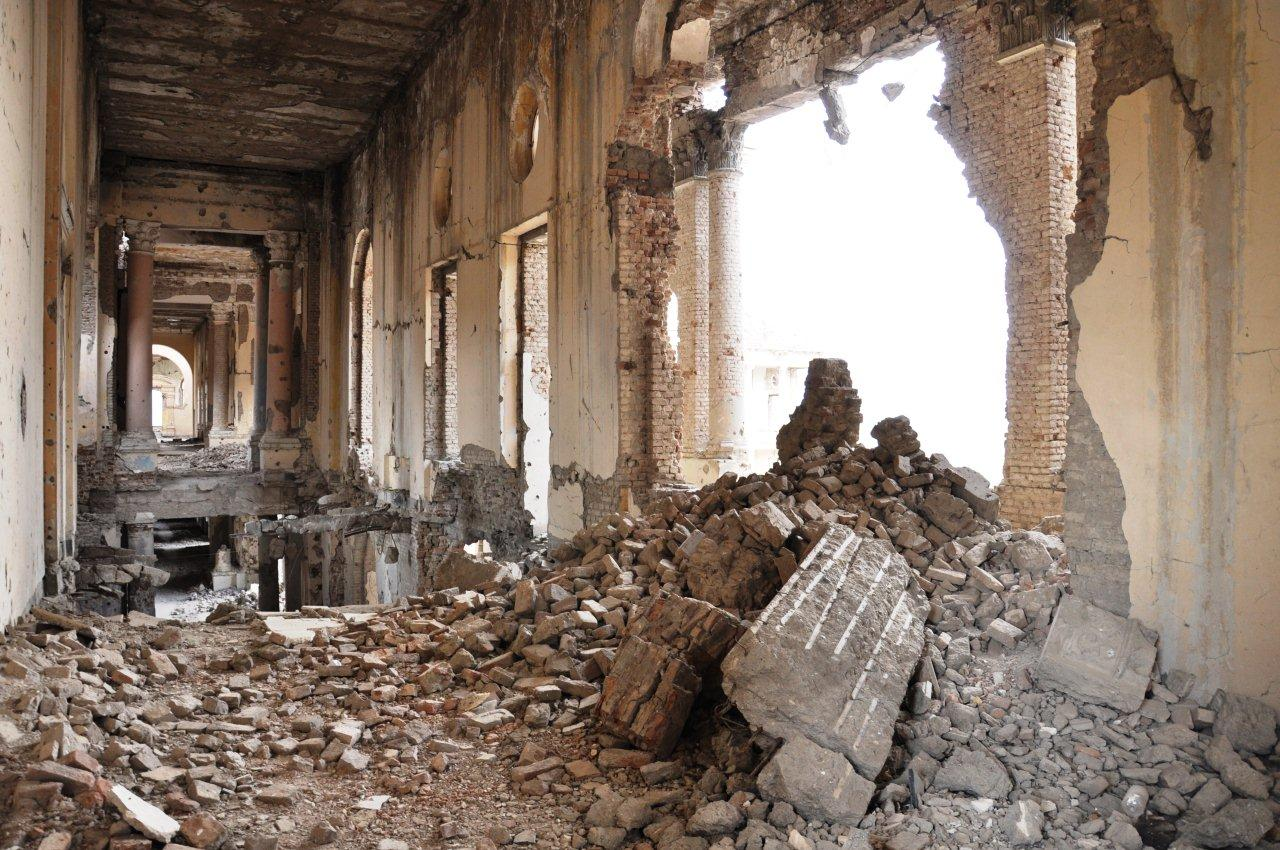
2010年7月，被战火洗礼后的宫殿。
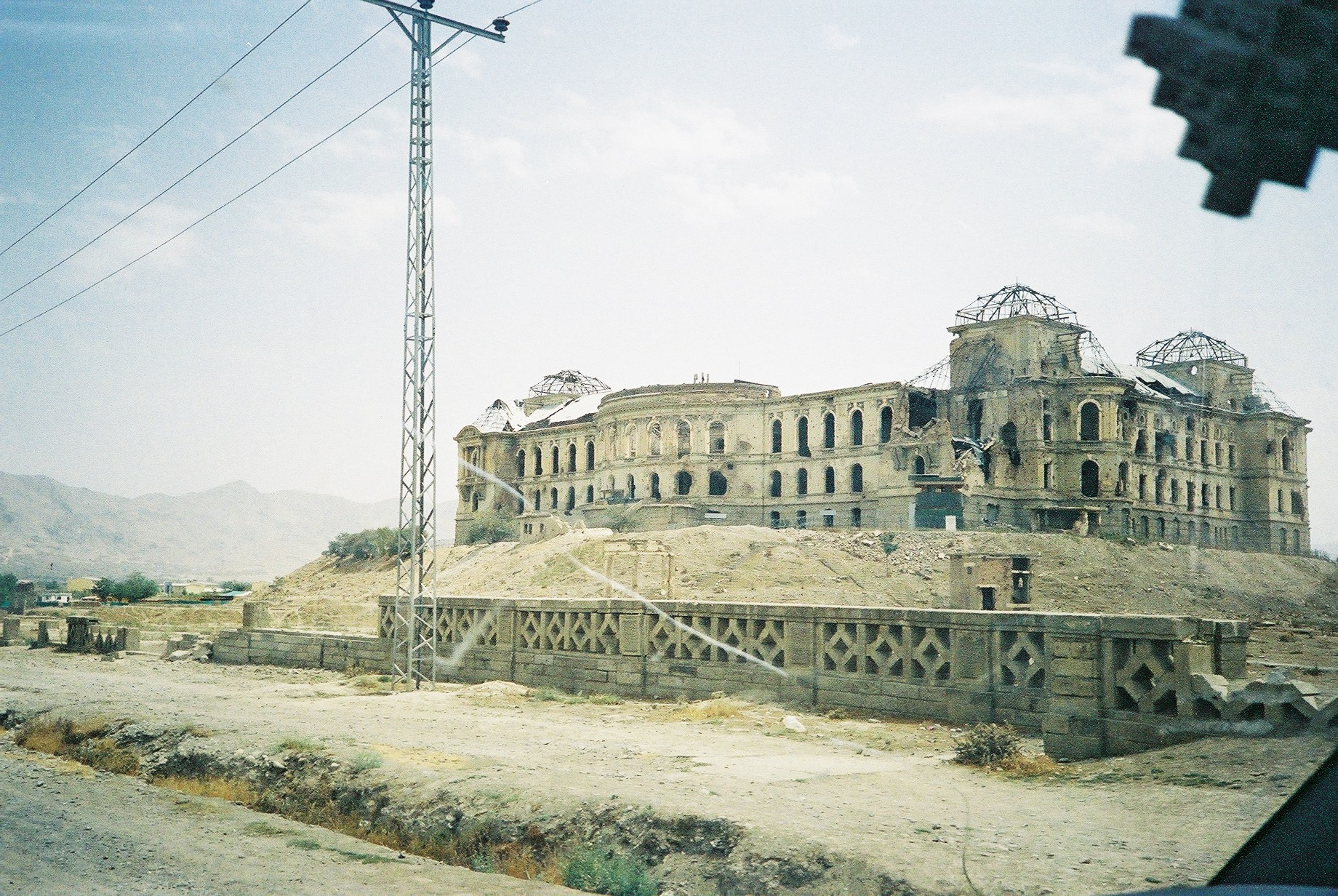
宫殿的炮击伤痕。
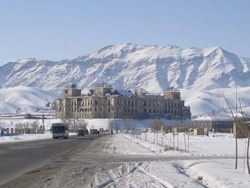
宫殿的雪景。
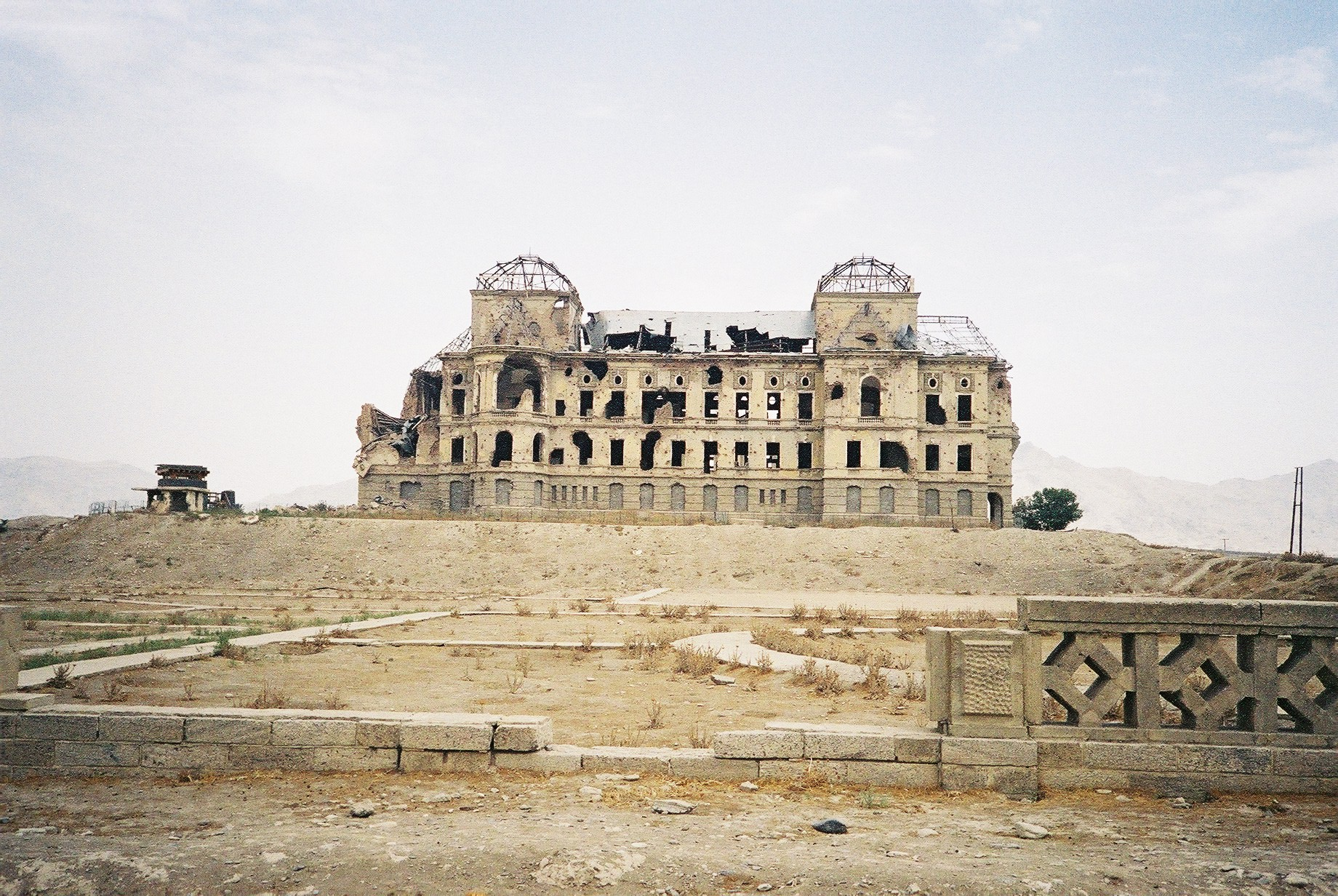
宫殿西部景象。
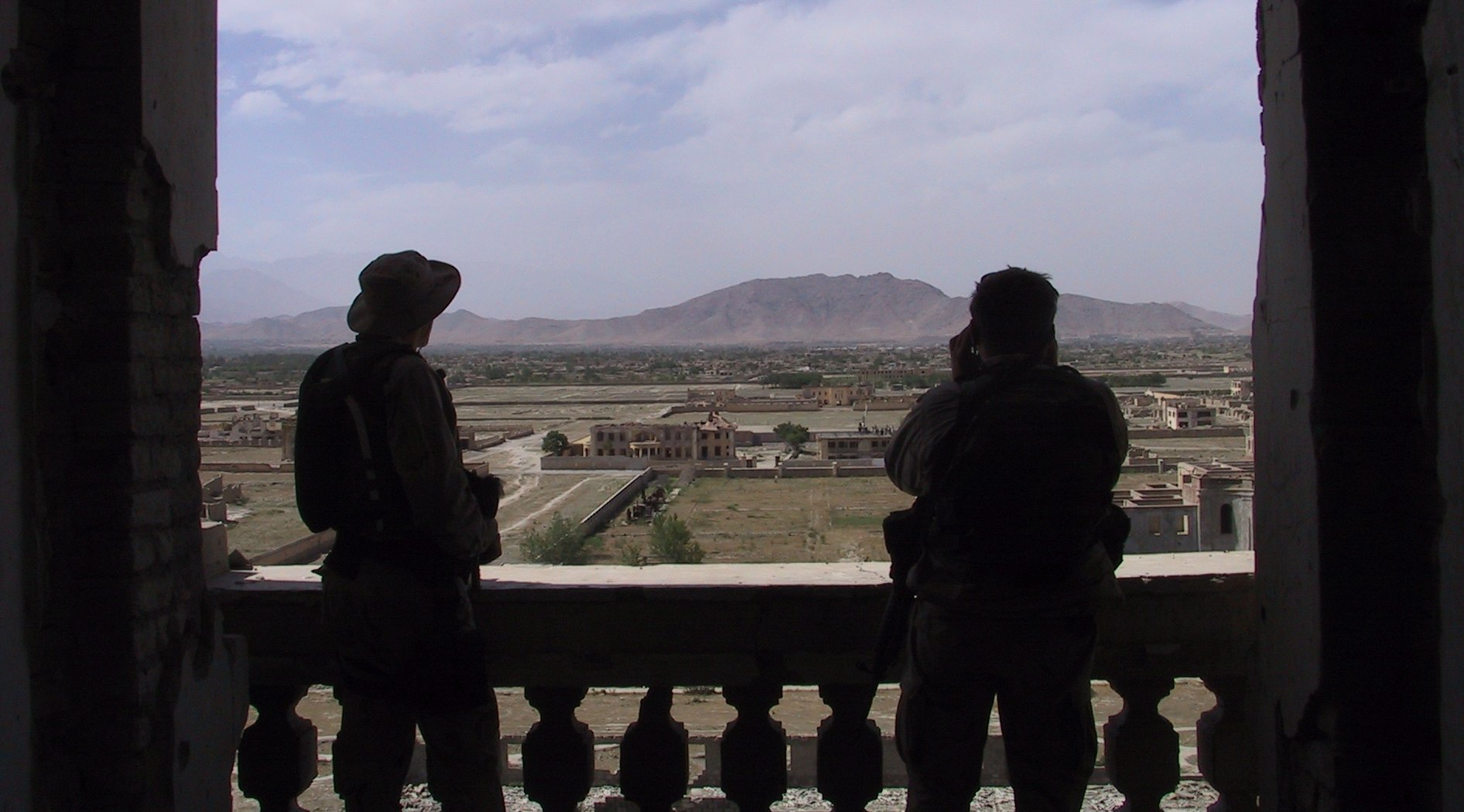
2名美国特种部队士兵。
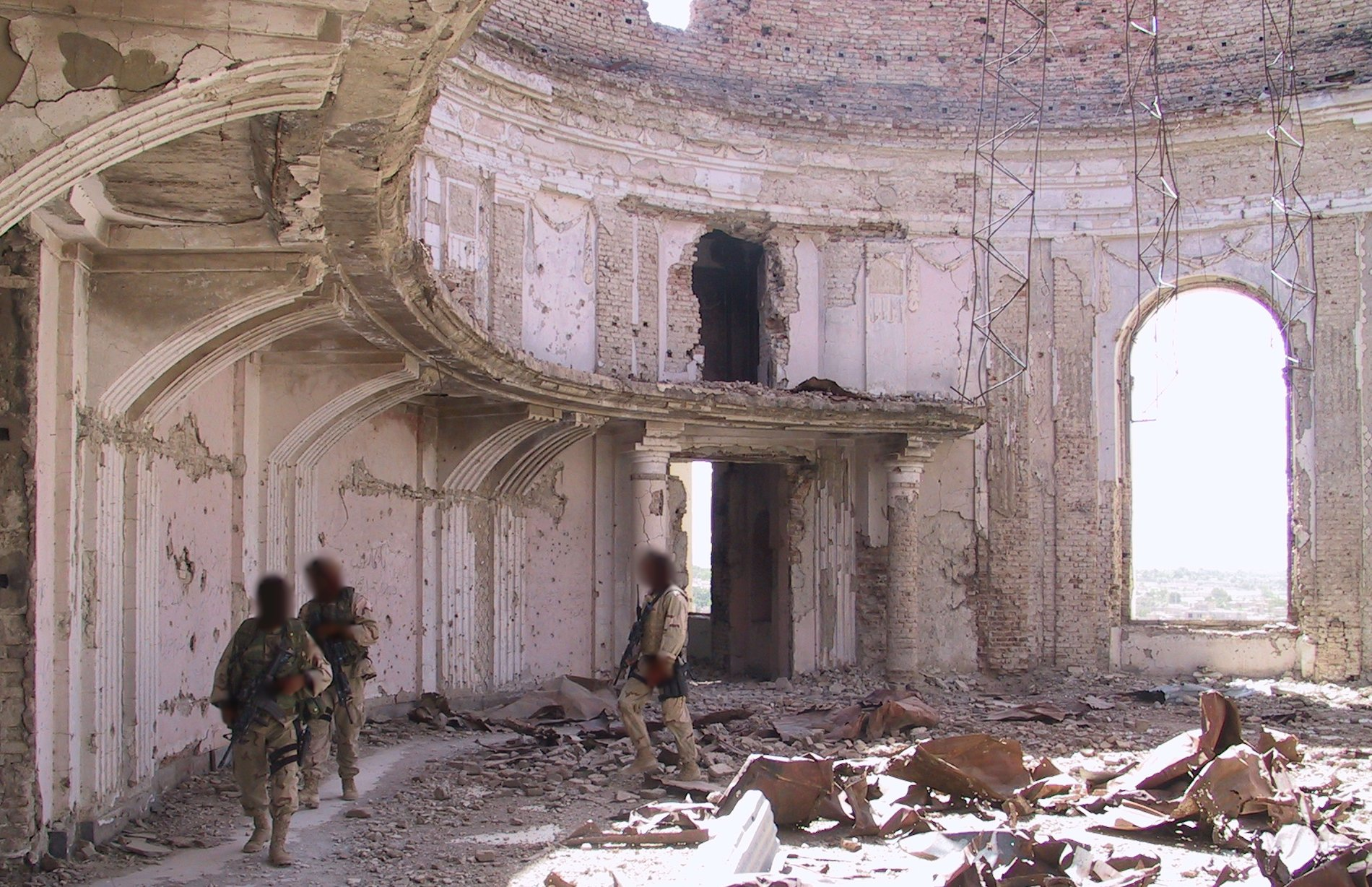
2002年美国突击队员巡逻。